# Kujnik (Oriovac)
Kujnik is een plaats in de gemeente Oriovac in de Kroatische provincie Brod-Posavina. De plaats telt 345 inwoners (2001).